# Gobibeer
De Gobibeer (Ursus arctos gobiensis, in het Mongools mazaalai geheten) is een zeldzame ondersoort van de bruine beer. De Gobibeer is vernoemd naar het leefgebied van de beer, namelijk de Gobiwoestijn in Mongolië.
Soms wordt de Gobibeer geclassificieerd als behorend tot dezelfde subsoort als de Tibetaanse blauwe beer. Deze classificatie wordt gemaakt op basis van morfologische gelijkenissen en de veronderstelling dat de Gobibeer een restpopulatie van deze subsoort is. Anderen classificeren de Gobibeer dan weer als een eigen subsoort die sterk gelijkt op andere Aziatische bruine beren.

## Leefgebied en beschrijving
De Gobibeer leeft in het zuidwesten van Mongolië, in de Gobiwoestijn. Hierin gelijkt deze subsoort niet op andere bruine beren, aangezien zij niet leven in bosrijke gebieden.
Men neemt aan dat er slechts enkele tientallen exemplaren resteren in het wild. Daarom wordt de Gobibeer ook als de meest bedreigde beersoort op aarde gezien. De Gobibeer wordt door het Mongolian Redbook of Endangered Species en door de Zoological Society of London als critically endangered (kritiek) beschouwd op basis van IUCN-standaarden. De populatie is echter wel redelijk stabiel sedert 1970. De belangrijkste bedreiging voor de Gobibeer is het verlies van leefbare habitat omwille van de steeds nadrukkelijker aanwezige mijnbouw.
Gobiberen eten voornamelijk wortelen, bessen en andere planten. Er zijn vooralsnog geen gevallen bekend waarbij de soort grote zoogdieren at. De Gobibeer is eerder klein ten opzichte van andere bruine beersoorten. Mannelijke individuen wegen tussen de 96 en de 138 kg, vrouwelijke exemplaren 51–78 kg.
Er is weinig bekend over de eerder schuchtere, maar wel tot de verbeelding sprekende Gobiberen. Zo is er bijvoorbeeld weinig beeldmateriaal terug te vinden over de beersoort.
Europese bruine beer (U. a. arctos) · Kamtsjatkabeer (U. a. beringianus) · Oost-Siberische bruine beer (U. a. collaris) · U. a. dalli · Gobibeer (U. a. gobiensis) · U. a. gyas · Grizzlybeer (U. a. horribilis) · Isabelbeer (U. a. isabellinus) · Oessoeribeer (U. a. lasiotus) · Marsicaanse bruine beer (U. a. marsicanus) · Kodiakbeer (U. a. middendorffi) · Tibetaanse blauwe beer (U. a. pruinosus) · U. a. pyrenaicus · U. a. sitkensis · U. a. stikeenensis · Syrische bruine beer (U. a. syriacus)